# 双叶厚唇兰
双叶厚唇兰（学名：Epigeneium rotundatum）为兰科厚唇兰属下的一个种。